# I liga urugwajska w piłce nożnej (1941)
- Mistrz Urugwaju 1941: Club Nacional de Football
- Wicemistrz Urugwaju 1941: CA Peñarol
- Spadek do drugiej ligi: CA Bella Vista
- Awans z drugiej ligi: nikt nie awansował

Mistrzostwa Urugwaju w roku 1941 były mistrzostwami rozgrywanymi według systemu, w którym wszystkie kluby rozgrywały ze sobą mecze każdy z każdym u siebie i na wyjeździe, a o tytule mistrza i dalszej kolejności decydowała końcowa tabela. Ponieważ spadł jeden klub, a na jego miejsce nikt nie awansował, liga zmniejszona została z 11 do 10 klubów.

## Primera División

### Kolejka 1
| Mecz                                              |
| ------------------------------------------------- |
| CA Peñarol – Liverpool Montevideo 4:0             |
| Club Nacional de Football – CA Bella Vista 3:2    |
| Central Montevideo – Sud América Montevideo 1:1   |
| Racing Montevideo – Rampla Juniors 1:0            |
| River Plate Montevideo – Montevideo Wanderers 1:0 |

### Kolejka 2
| Mecz                                                |
| --------------------------------------------------- |
| Club Nacional de Football – Defensor Sporting 6:0   |
| CA Peñarol – Rampla Juniors 1:0                     |
| CA Bella Vista – Central Montevideo 1:1             |
| Sud América Montevideo – River Plate Montevideo 3:2 |
| Racing Montevideo – Montevideo Wanderers 3:1        |

### Kolejka 3
| Mecz                                                   |
| ------------------------------------------------------ |
| CA Peñarol – Central Montevideo 5:0                    |
| Club Nacional de Football – Sud América Montevideo 3:2 |
| Racing Montevideo – River Plate Montevideo 2:1         |
| Montevideo Wanderers – Defensor Sporting 1:1           |
| CA Bella Vista – Liverpool Montevideo 2:0              |

### Kolejka 4
| Mecz                                                 |
| ---------------------------------------------------- |
| CA Peñarol – CA Bella Vista 2:1                      |
| Club Nacional de Football – Liverpool Montevideo 6:0 |
| Central Montevideo – Defensor Sporting 0:0           |
| Sud América Montevideo – Montevideo Wanderers 2:1    |
| Rampla Juniors – River Plate Montevideo 1:0          |

### Kolejka 5
| Mecz                                            |
| ----------------------------------------------- |
| CA Peñarol – Racing Montevideo 4:2              |
| Club Nacional de Football – Rampla Juniors 4:1  |
| Defensor Sporting – CA Bella Vista 1:0          |
| River Plate Montevideo – Central Montevideo 2:1 |
| Liverpool Montevideo – Montevideo Wanderers 2:1 |

### Kolejka 6
| Mecz                                               |
| -------------------------------------------------- |
| Club Nacional de Football – Central Montevideo 5:3 |
| Sud América Montevideo – CA Peñarol 2:1            |
| CA Bella Vista – River Plate Montevideo 1:0        |
| Racing Montevideo – Liverpool Montevideo 2:1       |
| Rampla Juniors – Defensor Sporting 2:2             |

### Kolejka 7
| Mecz                                                 |
| ---------------------------------------------------- |
| Club Nacional de Football – Montevideo Wanderers 3:2 |
| River Plate Montevideo – CA Peñarol 4:3              |
| Rampla Juniors – Central Montevideo 3:1              |
| Liverpool Montevideo – Sud América Montevideo 3:0    |
| Defensor Sporting – Racing Montevideo 2:2            |

### Kolejka 8
| Mecz                                           |
| ---------------------------------------------- |
| Central Montevideo – Racing Montevideo 4:1     |
| Sud América Montevideo – Defensor Sporting 2:2 |
| Montevideo Wanderers – CA Bella Vista 4:0      |
| Club Nacional de Football – CA Peñarol 1:0     |
| Liverpool Montevideo – Rampla Juniors 0:0      |

### Kolejka 9
| Mecz                                              |
| ------------------------------------------------- |
| Club Nacional de Football – Racing Montevideo 4:0 |
| River Plate Montevideo – Defensor Sporting 2:0    |
| Central Montevideo – Liverpool Montevideo 0:0     |
| Sud América Montevideo – CA Bella Vista 1:0       |
| Montevideo Wanderers – Rampla Juniors 2:2         |

### Kolejka 10
| Mecz                                              |
| ------------------------------------------------- |
| CA Peñarol – Defensor Sporting 5:2                |
| Liverpool Montevideo – River Plate Montevideo 2:1 |
| Racing Montevideo – Sud América Montevideo 3:3    |
| Central Montevideo – Montevideo Wanderers 3:2     |
| Rampla Juniors – CA Bella Vista 1:1               |

### Kolejka 11
| Mecz                                                   |
| ------------------------------------------------------ |
| CA Peñarol – Montevideo Wanderers 2:1                  |
| Defensor Sporting – Liverpool Montevideo 1:1           |
| Racing Montevideo – CA Bella Vista 1:1                 |
| Rampla Juniors – Sud América Montevideo 3:1            |
| Club Nacional de Football – River Plate Montevideo 3:1 |

### Kolejka 12
| Mecz                                              |
| ------------------------------------------------- |
| CA Peñarol – Liverpool Montevideo 5:1             |
| Club Nacional de Football – CA Bella Vista 3:1    |
| Sud América Montevideo – Central Montevideo 3:1   |
| Rampla Juniors – Racing Montevideo 4:2            |
| Montevideo Wanderers – River Plate Montevideo 2:1 |

### Kolejka 13
| Mecz                                                |
| --------------------------------------------------- |
| Club Nacional de Football – Defensor Sporting 4:1   |
| CA Peñarol – Rampla Juniors 2:0                     |
| Central Montevideo – CA Bella Vista 2:1             |
| Sud América Montevideo – River Plate Montevideo 1:1 |
| Racing Montevideo – Montevideo Wanderers 3:2        |

### Kolejka 14
| Mecz                                                   |
| ------------------------------------------------------ |
| CA Peñarol – Central Montevideo 4:1                    |
| Club Nacional de Football – Sud América Montevideo 4:2 |
| Racing Montevideo – River Plate Montevideo 3:3         |
| Montevideo Wanderers – Defensor Sporting 2:0           |
| CA Bella Vista – Liverpool Montevideo 2:1              |

### Kolejka 15
| Mecz                                                 |
| ---------------------------------------------------- |
| CA Peñarol – CA Bella Vista 4:3                      |
| Club Nacional de Football – Liverpool Montevideo 4:2 |
| Central Montevideo – Defensor Sporting 2:1           |
| Montevideo Wanderers – Sud América Montevideo 3:1    |
| Rampla Juniors – River Plate Montevideo 3:3          |

### Kolejka 16
| Mecz                                            |
| ----------------------------------------------- |
| CA Peñarol – Racing Montevideo 3:3              |
| Club Nacional de Football – Rampla Juniors 6:1  |
| Defensor Sporting – CA Bella Vista 2:0          |
| River Plate Montevideo – Central Montevideo 3:1 |
| Liverpool Montevideo – Montevideo Wanderers 2:2 |

### Kolejka 17
| Mecz                                               |
| -------------------------------------------------- |
| Club Nacional de Football – Central Montevideo 3:1 |
| CA Peñarol – Sud América Montevideo 4:2            |
| River Plate Montevideo – CA Bella Vista 5:1        |
| Liverpool Montevideo – Racing Montevideo 3:2       |
| Rampla Juniors – Defensor Sporting 2:0             |

### Kolejka 18
| Mecz                                                 |
| ---------------------------------------------------- |
| Club Nacional de Football – Montevideo Wanderers 3:2 |
| CA Peñarol – River Plate Montevideo 5:0              |
| Central Montevideo – Rampla Juniors 2:1              |
| Sud América Montevideo – Sud América 1:0             |
| Defensor Sporting – Racing Montevideo 2:1            |

### Kolejka 19
| Mecz                                           |
| ---------------------------------------------- |
| Central Montevideo – Racing Montevideo 2:1     |
| Defensor Sporting – Sud América Montevideo 3:1 |
| Montevideo Wanderers – CA Bella Vista 6:2      |
| Club Nacional de Football – CA Peñarol 6:0     |
| Rampla Juniors – Liverpool Montevideo 5:0      |

### Kolejka 20
| Mecz                                              |
| ------------------------------------------------- |
| Club Nacional de Football – Racing Montevideo 4:0 |
| River Plate Montevideo – Defensor Sporting 3:2    |
| Central Montevideo – Liverpool Montevideo 1:1     |
| Sud América Montevideo – CA Bella Vista 1:0       |
| Montevideo Wanderers – Rampla Juniors 2:2         |

### Kolejka 21
| Mecz                                              |
| ------------------------------------------------- |
| CA Peñarol – Defensor Sporting 4:1                |
| Liverpool Montevideo – River Plate Montevideo 3:1 |
| Racing Montevideo – Sud América Montevideo 2:2    |
| Central Montevideo – Montevideo Wanderers 2:0     |
| Rampla Juniors – CA Bella Vista 3:2               |

### Kolejka 22
| Mecz                                                   |
| ------------------------------------------------------ |
| CA Peñarol – Montevideo Wanderers 2:1                  |
| Liverpool Montevideo – Defensor Sporting 4:2           |
| Racing Montevideo – CA Bella Vista 4:0                 |
| Rampla Juniors – Sud América Montevideo 3:1            |
| Club Nacional de Football – River Plate Montevideo 4:1 |

### Końcowa tabela sezonu 1941
| Poz | Klub                      | Mecze | Zw | Rem | Por | Pkt | BrZd | BrStr |
| --- | ------------------------- | ----- | -- | --- | --- | --- | ---- | ----- |
| 1   | Club Nacional de Football | 20    | 20 | 0   | 0   | 40  | 79   | 22    |
| 2   | CA Peñarol                | 20    | 15 | 1   | 4   | 31  | 60   | 31    |
| 3   | Rampla Juniors            | 20    | 8  | 6   | 6   | 22  | 37   | 33    |
| 4   | Central                   | 20    | 7  | 5   | 8   | 19  | 29   | 38    |
| 5   | Sud América Montevideo    | 20    | 7  | 5   | 8   | 19  | 32   | 40    |
| 6   | Racing Montevideo         | 20    | 6  | 6   | 8   | 18  | 38   | 46    |
| 7   | River Plate Montevideo    | 20    | 7  | 3   | 10  | 17  | 35   | 41    |
| 8   | Liverpool Montevideo      | 20    | 6  | 5   | 9   | 17  | 26   | 42    |
| 9   | Montevideo Wanderers      | 20    | 5  | 4   | 11  | 14  | 37   | 37    |
| 10  | Defensor Sporting         | 20    | 4  | 6   | 10  | 14  | 25   | 44    |
| 11  | CA Bella Vista            | 20    | 3  | 3   | 14  | 9   | 21   | 45    |

### Klasyfikacja strzelców bramek
| Gole | Piłkarz       | Klub                      |
| ---- | ------------- | ------------------------- |
| 23   | Atilio García | Club Nacional de Football |